# 도서출판 기파랑
도서출판 기파랑(耆婆郞)은 대한민국의 종합출판사이다. 삼국유사에 수록된 신라시대 향가 찬기파랑가의 주인공 기파랑에서 그 이름을 따왔으며 2005년 4월 18일 창립하였다. '어두운 구름을 헤치고 나와 세상을 비추는 달의 강인함, 끝간 없이 뻗어나간 시냇물의 영원함, 그리고 겨울 찬서리 이겨내고 늘 푸른빛 잃지 않는 잣나무의 불변함'을 출판사의 정신으로 삼고 있다.  하와이대학 럼멜 교수의 소설 '데모사이드'를 시작으로 소설, 인문학, 서양철학, 대한민국 근현대사, 전기, 자서전 등 다양한 분야의 책을 출간하고 있다.
인문학서적으로는 상명대학교 명예교수 박정자가 쓴 '시선은 권력이다', '마그리트와 시뮬라크르', '빈센트의 구두', '마이클 잭슨에서 데리다까지' 등 다수가 있으며 이영훈 서울대 경제학부 교수가 쓴 '대한민국이야기, 박효종 서울대 윤리교육과 교수를 중심으로 한 교과서포럼이 쓴 '대안 교과서 한국 근현대사', 김영호 성신여대 교수 등이 공저한 '대한민국 건국 60년의 재인식' 등 역사관련 서적도 다수 출간되었다. 태영호의 '3층 서기실의 암호',  이승우의 '중국몽의 추락' 등 외교안보와 시사 관련 서적도 펴냈다. 이중 '대한민국 이야기'는 큰 반향을 일으키며 일본의 문예춘추에서 번역 출간되기도 하였다. 출간도서 중 '로빈슨 크루소의 사치'와 '시선은 권력이다'는 문화체육관광부 교양추천도서, '마이클 잭슨에서 데리다까지'는 우수교양도서, '마그리트와 시뮬라크르', '이것은 Apple이 아니다'는 우수 학술도서로 각각 선정되었다. 럼멜 교수의 '데모사이드' 외에 무라카미 류의 '올드 테러리스트', 재일동포 작가 유미리의 '우에노 역 공원출구', 미셀모런의 '마담 투소', 중국계 미국 작가 리사시의 '상하이 걸즈' 등 해외 소설도 다수 번역, 출간되었으며 이병주의 '남로당',  최명근의 '정막개' 등 국내 소설도 다수 출간되었다.
기파랑은 전기와 회고록도 많이 출간하고 있는데 초대 대통령인 이승만을 위시하여 남궁억, 서재필, 박정희, 배설, 양기탁, 반기문, 마가릿 대처 등의 전기가 기파랑을 통해 출간되었으며 전 국회의장 김재순은 안병훈과의 대담집 형태로 저술한 '어느 노정객과의 시간여행', 전 국무총리 정원식은 '변혁의 시대에서', 전 서울시장 최병렬은 '보수의 길, 소신의 삶', 전 외교장관 공로명은 '나의 외교노트', 전 한림대 총장 이상우는 '살며 지켜본 대한민국 70년사', 전 러시아대사 이재춘은 '외교관으로 산다는것', 전 영국대사 노창희는 '어느 외교관의 이야기', 기파랑 대표인 안병훈은 '그래도 나는 또 꿈을 꾼다' 등의 회고록을 기파랑을 통해 출간하였다.

기파랑 출판사는 인문, 사회, 문학, 경제, 실용 등 모든 분야의 도서를 출간하는 대한민국의 종합출판사이다.

## 대표 출판 서적
- 《3층 서기실의 암호》
- 《집이 언제나 이긴다》
- 《광기의 시대》
- 《개인의 탄생》
- 《중국몽의 추락》
- 《자유주의자 레이몽 아롱》
- 《역사 전쟁》
- 《경제학의 역사는 자유의 역사》
- 《이광환 야구 이야기》
- 《새마을운동 이렇게 시작됐다》
- 《역사의 오른편 옳은편》
- 《헝그리 사회가 앵그리 사회로》
- 《우리가 빵을 먹을 수 있는건 빵집 주인의 이기심 덕분이다》
- 《스웨덴은 이런 나라다》
- 《소설 민영환과 이승만》
- 《어느 판사의 사모곡》
- 《전기의 역사》
- 《비행기 이야기》
- 《뒷간》
- 《이집트의 유혹》
- 《세뇌》
- 《괴테의 이름으로》
- 《대안교과서 한국근현대사》
- 《대한민국건국 60년의 재인식》
- 《사진과 함께 읽는 대통령 이승만》
- 《사진과 함께 읽는 대통령 박정희》
- 《대한민국 역사》
- 《대한민국 이야기》
- 《지성과 반지성》
- 《빈센트의 구두》
- 《마이클 잭슨에서 데리다까지》
- 《잉여의 미학》
- 《현대 세계의 일상성》
- 《로빈슨 크루소의 사치 다시 읽기》
- 《시선은 권력이다》
- 《마그리트와 시뮬라크르》
- 《우리들의 대한민국》
- 《어느 노정객과의 시간여행》
- 《그래도 나는 또 꿈을 꾼다》
- 《서울과 평양사이》
- 《대통령 트리비아》
- 《우리 민족이 나아갈 길》